# Genappe
Genappe (in neerlandese Genepiën, in vallone Djinape) è una città belga di circa 14 000 abitanti situata nel Brabante Vallone (Vallonia).